# Tremecén
Tremecén (en árabe: تلمسان‎, romanizado: Tilimsān) del bereber Tala Imsan ( en tifinagh) transliterado como Tlemcen o Tilimsen, y a veces como Tlemsen, es una ciudad del noroeste de Argelia, capital de la provincia homónima, ubicada cerca de la frontera con Marruecos.
Situada tierra adentro, se encuentra en el centro de una región conocida por sus plantaciones de olivos y viñedos. La ciudad ha desarrollado la industria del cuero, tapicera y textil, que exporta desde el puerto de Rashgun.
Sus siglos de rica historia y cultura han convertido la ciudad en una mixtura única de música y arte. Tremecén conserva más edificios, construidos por almorávides, ziyánidas y meriníes, del periodo entre los siglos XII y XV que ninguna otra ciudad de Argelia. Alberga dos hermosas tumbas, la de Sidi Bou Mediene (Abu Madyan), dentro de un complejo arquitectónico (mausoleo, mezquita, madraza y hammam) de estilo hispano-magrebí, y la de Huari Bumedian, el político y militar argelino que fue el segundo presidente de la Argelia independiente. La ciudad también dispone de un aeropuerto internacional.

## Historia
En la parte oriental de la actual ciudad se hallaba una ciudad romana llamada Pomaria («Orquídeas»), nombre derivado de la abundancia y esplendor de los jardines de la zona. La ciudad desapareció en el periodo posterior a la invasión de los vándalos y parece haberse encontrado desierta en la época de la invasión árabe (si bien se han encontrado inscripciones paleocristianas de fecha tan tardía como el siglo VII). Tremecén nació durante la fundación de los ifrénidas donde se convirtió en la capital de Argelia en la época de los ifrénidas. La ciudad cayó en manos de los fatimíes en 931 y posteriormente a manos de dinastías zenatas que reconocían la soberanía de los Omeyas de Córdoba. Tagrart se convirtió en el barrio comercial en tanto que Agadir quedaba como residencia real. Finalmente, ambas ciudades se fundirían en una, que recibió el nombre de Tremecén (del bereber tilmisane, «manantiales», debido a los manantiales de la zona). Tremecén sería conquistada por los almohades, que masacraron su población, reconstruida y circundada por una muralla.
En 1235, Tremecén fue capturada por el Yaghomrassen bin Ziyan, jefe de los zenatas, que proclamaba ser descendiente del califa Alí. Yaghomrasen, que murió en 1282, fundó la dinastía de los abdalwadíes o ziyánidas, la cual ejerció su soberanía desde Tremecén sobre una gran parte de lo que en la actualidad es el norte de Argelia: el reino de Tremecén entre los siglos XIII y XV. Durante su dominio, la ciudad floreció extraordinariamente, convirtiéndose en un centro religioso y cultural así como un nudo de rutas comerciales a lo largo de la costa norteafricana. Los ziyánidas de Tremecén tuvieron muchos pactos y alianzas con los nazaríes de Granada, la ciudad fue la gemela de Granada en África.

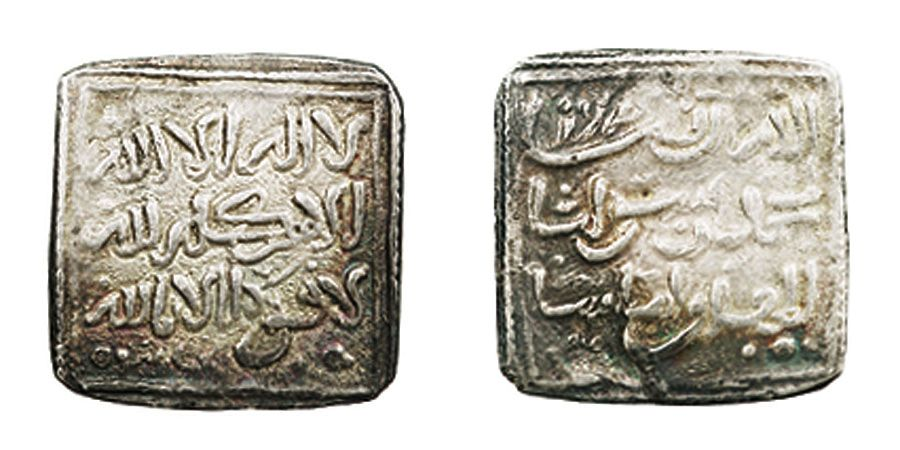
Dírham almohade acuñado en Tremecén.

El esplendor de la capital era envidiado por el vecino reino meriní (benimerín), el cual construyó un campamento fortificado a apenas tres kilómetros al oeste de la ciudad para hostigarla, Al-Mansura, sometiéndola a un asedio que duró ocho años (1299-1307). La ciudad, sin embargo resistió el asedio, aunque cayó bajo su control durante un breve periodo, de 1337 a 1359 (en sus veintidós años de dominio, construyeron algunos monumentos, que se unieron a los construidos por los soberanos ziyánidas). El reino fue declinando durante los últimos años del siglo XV, asediado por los españoles desde el oeste (que tomaron Mazalquivir en 1505 y Orán en 1509, asestando un duro golpe al comercio europeo de la ciudad) y por los corsarios (Barbarroja tomó Argel en 1516) y los otomanos al este. El territorio del reino quedó gradualmente en manos de los turcos en tanto que durante cuarenta años, la capital fue tributaria del gobernador español de Orán. Barbarroja tomó brevemente la ciudad en 1518, pero su muerte a manos de los españoles permitió subsistir a la ciudad unos años más, bajo protección española. En 1553, el bey turco de Argel conquistó la ciudad, poniendo fin al reino de Tremecén. Bajo el dominio otomano la ciudad atravesó una etapa de postración, perdiendo su importancia.
Cuando los franceses invadieron acabaron con la Regencia de Argel en 1830, la zona del Oranesado vivió un amplio movimiento de resistencia a la penetración francesa. Tremecén cayó en manos de Abd el-Kader, el caudillo bereber que dirigió la lucha contra los franceses en el siglo XIX ). Tras varias guerras, la ciudad fue definitivamente ocupada por los franceses en 1842. Formó parte de la Argelia francesa (dentro del departamento de Orán) hasta su independencia en 1962. Durante la guerra de Independencia de Argelia, Tremecén había sido el centro de operaciones de Ahmed Ben Bella.

## Geografía

### Localidades limítrofes
| Noroeste: Hennaya   | Norte: Chetouane      | Nordeste: Chetouane |
| Oeste: Mansourah    |                       | Este: Chetouane     |
| Suroeste: Mansourah | Sur: Terny Beni Hdiel | Sureste: Aïn Fezza  |

## Ciudades hermanadas
Las ciudades hermanadas de Tremecén son:
- Granada (España)
- Sarajevo (Bosnia y Herzegovina)
- Cairuán (Túnez)
- Fez (Marruecos)
- Florencia (Italia)
- Montpellier (Francia)
- Kazán (Rusia)